# Comuna Ciumeghiu, Bihor
Ciumeghiu (în maghiară: Illye) este o comună în județul Bihor, Crișana, România, formată din satele Boiu, Ciumeghiu (reședința) și Ghiorac.

## Demografie
Componența etnică a comunei Ciumeghiu
     Români (43,9%)
     Romi (31,13%)
     Maghiari (18,87%)
     Alte etnii (0,12%)
     Necunoscută (5,99%)
Componența confesională a comunei Ciumeghiu
     Ortodocși (58,26%)
     Reformați (18,1%)
     Penticostali (12,32%)
     Baptiști (3,54%)
     Alte religii (1,34%)
     Necunoscută (6,43%)
Conform recensământului efectuat în 2021, populația comunei Ciumeghiu se ridică la 4.260 de locuitori, în scădere față de recensământul anterior din 2011, când fuseseră înregistrați 4.297 de locuitori. Cei mai mulți locuitori sunt români (43,9%), cu minorități de romi (31,13%) și maghiari (18,87%), iar pentru 5,99% nu se cunoaște apartenența etnică. Din punct de vedere confesional, majoritatea locuitorilor sunt ortodocși (58,26%), cu minorități de reformați (18,1%), penticostali (12,32%) și baptiști (3,54%), iar pentru 6,43% nu se cunoaște apartenența confesională.

## Politică și administrație
Comuna Ciumeghiu este administrată de un primar și un consiliu local compus din 13 consilieri. Primarul, Gheorghe-Sorin Huple[*], de la Partidul Social Democrat, este în funcție din 1 noiembrie 2024. Începând cu alegerile locale din 2024, consiliul local are următoarea componență pe partide politice:
|  | Partid                                 | Consilieri | Componența Consiliului | Componența Consiliului | Componența Consiliului | Componența Consiliului |
|  | -------------------------------------- | ---------- | ---------------------- | ---------------------- | ---------------------- | ---------------------- |
|  | Partidul Național Liberal              | 4          |                        |                        |                        |                        |
|  | Alianța pentru Unirea Românilor        | 3          |                        |                        |                        |                        |
|  | Partidul Social Democrat               | 3          |                        |                        |                        |                        |
|  | Uniunea Democrată Maghiară din România | 2          |                        |                        |                        |                        |
|  | Uniunea Salvați România                | 1          |                        |                        |                        |                        |

## Atracții turistice
- Situl arheologic ”Câmpia Veche” ( sec VIII-XIX) în satul Boiu
- Castelul Miszkolczy din Ciumeghiu- 1770
- Castel monument de arhitectură din satul Ghiorac- secolul XIX
- Câmpia Crișului Alb și Crișului Negru (arie de protecție specială avifaunistică)